# Franjo Filipović (poturica)
Franjo Filipović (Jelkovec pokraj Zagreba, prva pol. 16. st. – ?)  je bio zagrebački kanonik i vojskovođa te kasnije turski četovođa i preobraćenik na Islam.

## Životopis
Kao kanonik zagrebačkoga Kaptola spominje se 1567. godine. Tada je zajedno s bilježnikom Županijskog suda Gašparom Druškovečkim bio imenovan povjerenikom u postupku protiv vlastelina Franje Tahija. Potom je bio izaslanik zagrebačkoga Kaptola na saboru 1569. u Požunu te prepošt čazmanskoga Kaptola. 
Hrvatski sabor mu je 1570. povjerio nadzor pri utvrđivanju Hrastovice, kojoj je prijetila cijela Bosna. Filipović je vodio protiv Turaka čete zagrebačkoga Kaptola i ratovao između Save i Drave te od Siska preko Ivanića i Križevaca sve do Koprivnice. Uspješnim ratovanjem stekao je nadimak Delipop.
Na početku 1573. spremao se provaliti u susjedne hrvatske krajeve pod turskom vlašću. Pridružili su mu se plemići Ivan Mihovil Vojković i Gabrijel Babonožić, a nešto vojnika poslao mu je Vid Halek, zapovjednik kraljevske vojske u Slavonskoj krajini. Do sukoba, u kojem su Turci vođeni Ferhad-begom i Kurt-agom pretrpjeli težak poraz, došlo je zimi 1573. kraj razrušene crkve u Željezni Međurečkoj. Pri podjeli ratnog plijena zarobljeni Ferhad-beg je pripao Halekovim vojnicima, a Kurt-aga Filipoviću i dvojici plemića, što je 11. veljače 1573. pismom banu i biskupu Jurju Draškoviću potvrdio kralj Maksimilijan II.
Još iste godine kraj Ivanića, Filipović je upao u zamku kliškog sandžaka Ferhad-bega Sokolovića i hercegovačkog sandžaka Sinan-bega Boljanića. Tada je prema nekim procjenama izgubio više od tisuću vojnika, a sâm je s tristotinjak njih zarobljen i odveden u Carigrad. Ban Drašković, Filipovićeva rodbina i suborci pokušali su ga osloboditi, a u sultana Selima II. posredovao je i Maksimilijan II. Za razmjenu su bili ponuđeni Ibrahim-aga, Soliman-aga i Kurt-aga. 
Najposlije je kralj iz Carigrada dobio obavijest o Filipovićevu prijelazu na islam, o čemu je 20. prosinca 1574. pisao Draškoviću. Čini se da je Filipović, privučen obećanjima i ponuđenom službom, odbijao povratak i dragovoljno prihvatio islam. 
Biskup Drašković je bivšega kanonika izopćio iz Crkve. Pokretna imovina mu je spaljena, dva vinograda počupana, a kuća (kurija) u kojoj je stanovao obilježena i napuštena do 1576. kada je u nju biskup smjestio sjemenište (Crna škola na Kaptolu). U Riznici zagrebačke katedrale čuva se Filipovićev kalež s grbom za kojeg nije moguće ustanoviti je li bio njegov.
Premda se Filipovićev prijelaz na islam, kada dobiva ime Mehmed, uglavnom povezuje sa sužanjstvom u Carigradu, Safvet-beg Bašagić navodi, oslonivši se na pisanje povjesničara Mukevita, da se to dogodilo u Livnu. Sultan je Filipovića imenovao zaimom i dodijelio mu zijamet Glamoč. O Filipovićevu ratovanju na turskoj strani raspoloživa izvorna građa ništa ne kaže, premda turski pisci, uz pohvalu njegovih vjerskih osjećaja, naglašavaju da je ratovao protiv kršćana. 
Od njega vuku podrijetlo pripadnici begovske obitelji Filipovićâ iz Bosanske krajine.

## Vanjske poveznice
- LZMK / Hrvatski biografski leksikon – Franjo Filipović